# Two Lives (film 1911)
Two Lives è un cortometraggio muto del 1911 diretto da Joseph A. Golden.

## Produzione
Il film fu prodotto dalla Selig Polyscope Company.

## Distribuzione
Distribuito dalla General Film Company, il film - un cortometraggio di una bobina - uscì nelle sale cinematografiche statunitensi il 10 luglio 1911.